# Hyalaimus brevicollis
Hyalaimus brevicollis is een rondwormensoort. De wetenschappelijke naam van de soort is voor het eerst geldig gepubliceerd in 1920 door Cobb.
Het is nog niet bekend tot welke klasse en/of orde deze soort moet worden gerekend.